# Манджушрімітра
Манджушрімітра (5-6ст.) (Mañjuśrīmitra IASTMañjuśrīmitra IAST, тиб. ཇམ་དཔལ་བཤེས་གཉེན་,ཇམ་དཔལ་བཤེས་གཉེན་, Вайлі 'Jam-dpal-bshes-gnyen) — індійський буддійський вчений-пандіт університету Наланда, основний учень Гараба Дордже, один з учителів традиції Дзогчен.

## Біографія
Точне місце народження Манджушрімітри невідомо. Манджушрімітра походив з родини брахмана Сукхапала і його дружини Кухани в селі на захід від Бодхгаі. Манджушрімітра був резидентом в університеті Наланда, де вважався шановним вченим і практиком Йогачари.
Згідно з легендою, коли Гарабу Дордже виповнилося сім років, він переміг у полеміці всіх вчених-пандитів країни, в якій він жив, після чого дав їм вчення Дзогчен. Звістка про Гарабе Дордже досягла Індії, де місцеві пандіти вирішили відправити найвченішого з них, Манджушрімтру, щоб перемогти у диспуті. Після прибуття він виявив, що хлопчик дійсно є великим Учителем та, розкаявшись, зізнався у своєму намірі. Гараб Дордже пробачив Манджушрімітру, дав йому настанови і попросив його написати текст, що викладає доводи Навчання, за допомогою яких він переміг у диспуті. Текст був записаний Манджушрімітрою під назвою «Споглядання Бодхічітти» (англійською мовою видано в перекладі К.Ліпмана під назвою Primordial Experience).
Манджушрімітра навчався у Гараба Дордже протягом 75 років. Після передачі всіх настанов Гараб Дордже пішов у нірвану на березі річки Данатіка. Манджушрімітра у відчаї вигукнув: «Горе! Горе! Горе», і, за легендою, Гараб Дордже постав перед своїм учнем в райдужному світлі, промовивши «Три Слова, що Б'ють в Точку», суть вчення Дзогчен.
Три заповіти Гараба Дордже є головною настановою Дзогчен і відповідно з ними Манджушрімітра класифікував вчення за трьома розділами: Семде, Лонгде, Меннгагде. Головним учнем Манджушрімітры був Шрі Сінгха, який здійснив подальшу класифікацію текстів.